# 張作相
張 作相（ちょう さくそう）は、中華民国の軍人。北京政府・奉天派の重要な位置を占めた。字は輔忱・輔臣。本籍は直隷省深州花盆鎮（現在の河北省衡水市深州市）。

## 経歴

### 初期の事跡
1881年（光緒7年）、雑木林子の貧しい農家に生まれる。少年の時、私塾で3年間勉学に勤しむ。奉天派の首領となる張作霖と同姓であることから義兄弟のちぎりを結ぶ。馬賊となるが、1902年（光緒28年）に清朝政府により、奉天巡防営の哨官となる。1907年（光緒33年）、匪賊討伐の功績により管帯に、翌年、騎兵第3営統帯に昇進した。また、東三省総督徐世昌が創設した東三省講武堂の第1期生として学んだ。
中華民国が成立すると、1912年（民国元年）、張作霖の第27師で砲兵団長・騎兵団長に就任する。1917年（民国6年）8月、第27師第54旅旅長に昇進した。この年に、張作相は孫烈臣とともに宗社党による清朝復興蜂起を鎮圧した。また、馮徳麟・湯玉麟らによる反張作霖の陰謀も阻止している。

### 奉天派の重鎮へ

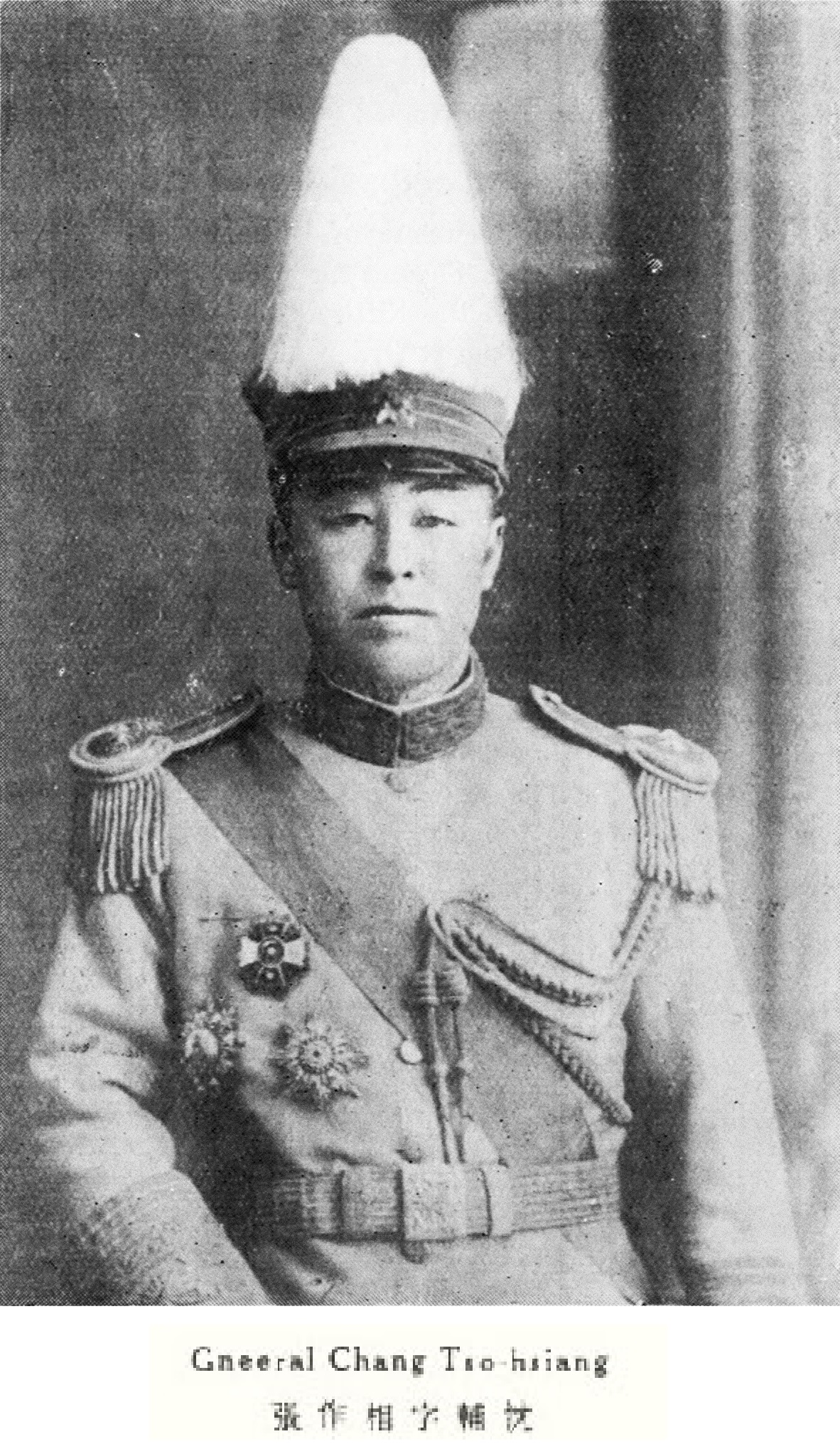
北京政府時代の張作相
Who's Who in China 3rd ed. (1925)

1918年（民国7年）9月、張作霖が東三省巡閲使に昇進すると、張作相は東三省講武堂堂長兼衛隊旅旅長となった。1919年（民国8年）8月、第27師師長に、さらに1920年（民国9年）秋、駐関内奉軍総司令に昇進した。このとき、自分の手で育成した張学良を抜擢している。
1922年（民国11年）4月、第1次奉直戦争が勃発すると、張作相は東路軍第1梯団司令をつとめた。しかし、西路を率いる張景恵が直隷派に脆くも大敗したため、張作相は西路軍の退却を支援する役目に回った。東三省に戻ると、張作相は東三省保安総司令部総参議兼第27師師長として、奉軍の整備を主導し、直隷派への報復を目指した。
1924年（民国13年）4月、病没した孫烈臣を後継して、吉林督軍兼省長となる。同年9月、第2次奉直戦争が勃発すると、張作相は鎮威軍第4軍軍長として参戦し、直隷派を撃破した。1925年（民国14年）12月の郭松齢の反乱を鎮圧後、呉俊陞・楊宇霆らは反乱軍への厳罰を主張したが、張作相・韓麟春は寛大な処置を主張する。結局、張作霖は後者をとった。1927年（民国16年）6月、安国軍第5方面軍軍団長（9月には兼東省鉄路護路軍総司令）として東北で後方守備をつとめた。

### 吉林の省政
1928年（民国17年）6月4日の張作霖爆殺事件後に、張作相は張学良を擁立する。易幟を経た同年12月31日、東北辺防軍副司令長官兼吉林省政府主席に任じられた。張作相の民国13年以来の8年間の吉林省政は評価が高く、吉海鉄道を建設し、吉林大学を創設して、人民の為に浄水場の建設などもした。1931年（民国20年）9月の満洲事変後に辞職し、1933年（民国22年）、天津の英国租界に寓居した。
その後、日本は張作相を籠絡し、満洲国の要職に就くよう説得したが、張作相はあくまで拒絶した。国共内戦中の1948年（民国37年）10月、蔣介石から南京へ逃れるよう勧められたが、張作相はこれに従わなかった。そのため、同年11月に錦州が陥落した際に人民解放軍に捕えられてしまう。ところが、中国共産党は直ちに張作相を釈放し、しかも天津まで車で送り出している。その後、蔣介石から国民政府国策顧問となるよう再び誘われたが、張作相はこれも拒否した。
1949年（民国38年）5月7日、張作相は心臓病を患い、天津の寓居にて病死した。享年69。

## 注

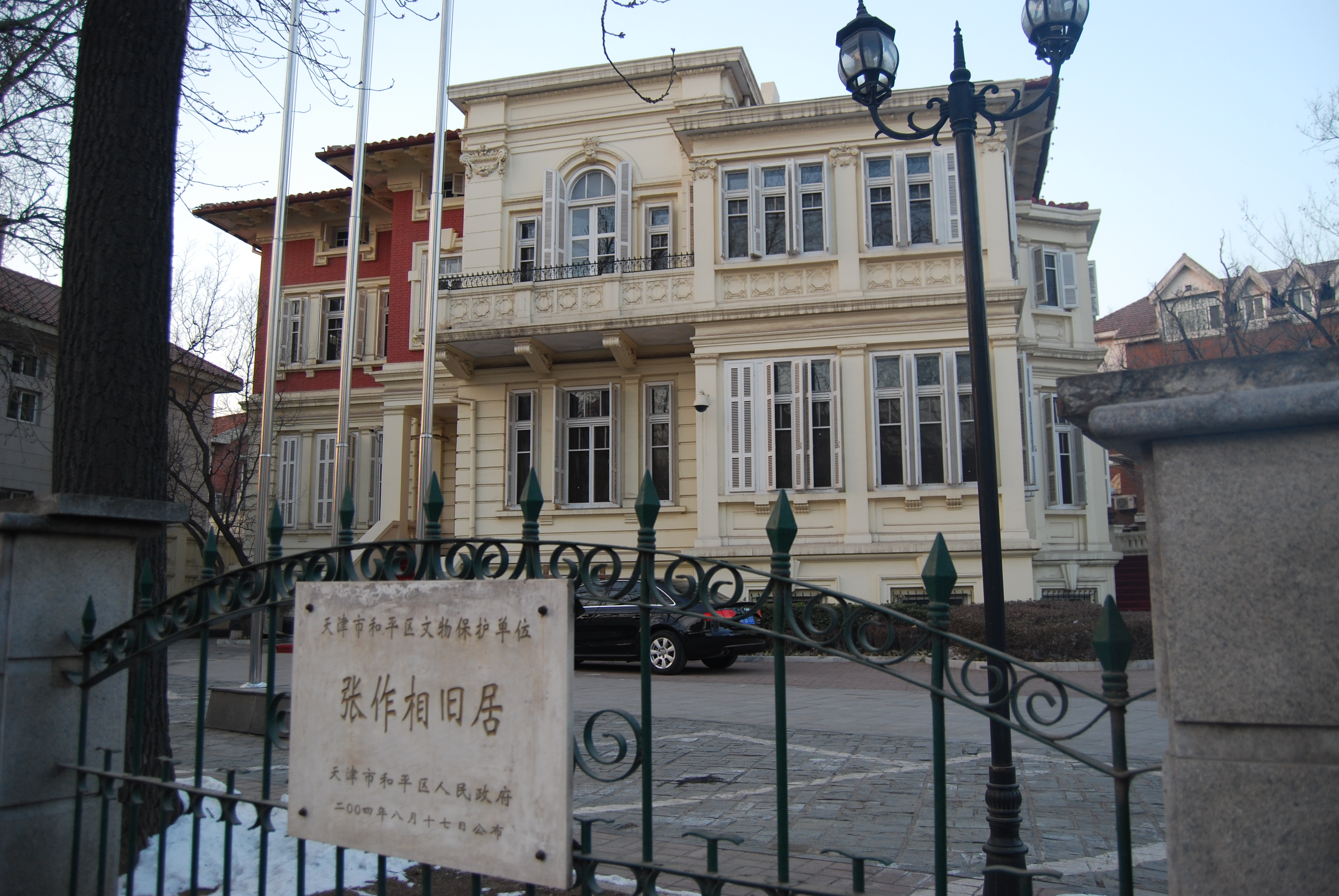
張作相旧邸（天津市）

1. ↑  徐友春主編『民国人物大辞典 増訂版』は1881年、丘琴・姜克夫「張作相」は1883年としている。